# برکه‌نورد آفریقایی

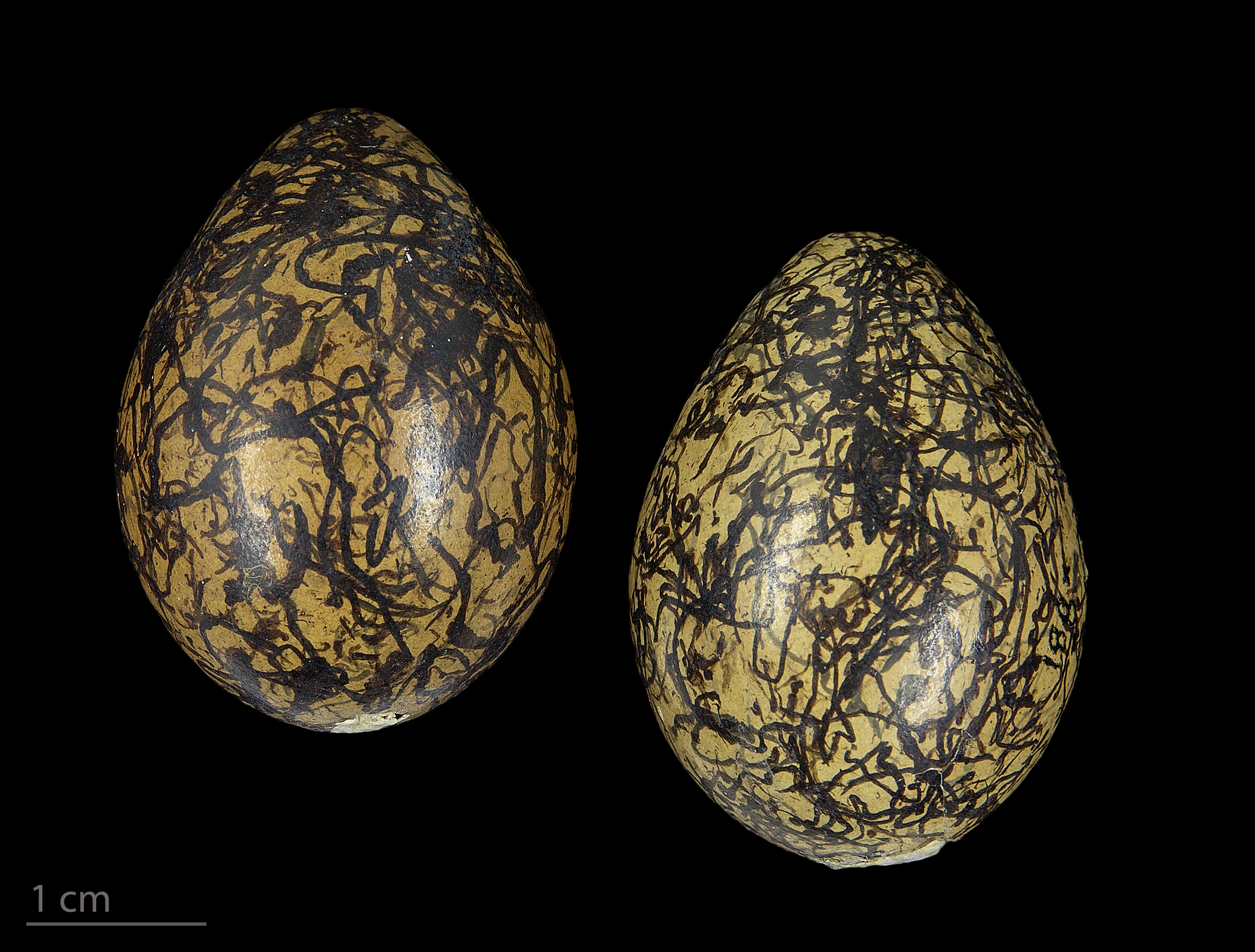
Actophilornis africanus

برکه‌نورد آفریقایی (نام علمی: Actophilornis africanus) نام یک گونه از تیره برکه‌نورد است.